# سیو مالمکویست
سیو مالمکویست (به انگلیسی: Siw Malmkvist) (زاده ۳۱ دسامبر ۱۹۳۶) خواننده سوئدی است.
او نماینده سوئد در یوروویژن ۱۹۶۰ و یوروویژن ۱۹۶۹ بود.